# 木梨輕皇子
木梨輕皇子（きなしのかるのみこ，生卒年不詳）乃日本第十九代允恭天皇之大皇子、皇太子，母親為皇后忍坂大中姬，同母弟為穴穂皇子（あなほのみこ，即後來的安康天皇）、大泊瀬稚武皇子（おおはつせのわかたけるのみこ，即後來的雄略天皇）等人。

## 生平略歷
根據《古事記》紀錄，木梨輕皇子面貌俊美，並於允恭天皇廿三年被立為皇太子，但與胞妹輕大娘皇女（かるのおおいらつめ）近親相姦，輕大娘皇女遭流放至伊豫。傳說木梨輕皇子在允恭天皇駕崩後跟輕大娘皇女一同殉情，《萬葉集》裡收錄了他們互相唱詠的情歌。
而《日本書紀》則記載他們通姦後，允恭天皇廿四年輕大娘皇女遭流放伊豫。允恭天皇駕崩後，木梨輕皇子行為暴虐，姦淫婦女。國人群臣皆不從，擁立穴穗皇子。木梨輕皇子欲襲穴穗皇子而密謀起兵，故後者興兵將戰。當時木梨輕皇子知群臣不從、百姓乖違，便匿藏在物部大前宿禰家中。穴穗皇子得知消息後包圍其屋，大前宿禰出門迎接時，木梨輕太子隨即自殺；但另有一說他被流放伊豫。
位於愛媛縣四國中央市的東宮山古墳被宮內廳指定為陵墓參考地，懷疑為木梨輕皇子的陵墓。

## 外部連結
- 《日本書紀》卷十三　允恭天皇、安康天皇